# Noemí Galera i Nebot
Noemí Galera i Nebot   (Barcelona, 2 de febrer de 1967) és una productora de televisió i directora de càsting de Gestmusic Endemol, a més de jurat en diversos concursos de talents. És directora de l'acadèmia d'Operación Triunfo.

## Biografia
És directora de càsting de Gestmusic Endemol, en què ha dirigit els càstings de les edicions d'Operación Triunfo (on va exercir també les labors de sotsdirecció i en algunes edicions com a jurat del programa), d'Eurojunior i ¡Tu Gran Día!, per a TVE, Lluvia de Estrellas per a Antena 3, Allà tu per Telecinco, Amor a primera vista per a TV3 i Top Gamers Academy per a Neox, entre d'altres.
Ha dirigit els programes: Un siglo de canciones, 2000 canciones i Nuestras canciones per a Canal 9, 100 anys de cançons per a TV3 i Tu gran día per aTVE.
El 2013 va participar en El número uno com a directora de càstings i seleccionant les cançons per als concursants d'aquest programa.
El 2014 va ser jurat a ¡Mira quién baila!, avaluant les actuacions dels diferents ballarins de la novena edició del format de la 1. Els altres companys del jurat van ser Ángel Corella, Norma Duval i Miguel Ángel Rodríguez.
A partir de març de 2017 es va posar al capdavant del càsting de Tu cara no me suena todavía, la versió d'anònims de Tu cara me suena, a Antena 3.
S'encarrega de dirigir durant diversos mesos tota l'etapa de càstings de la nova edició d'Operación Triunfo i seleccionar els nous concursants. El 18 de juliol de 2017 es va saber que seria la nova directora de l'acadèmia del programa.
L'any 2019 va participar també com a jurat en el concurs La mejor canción jamás cantada.

### Vida personal
Noemí és casada des de l'any 2009 amb el músic i compositor Arnau Vila, col·laborador en les produccions de Miguel del Arco i els talent xous de Gestmusic Endemol, i tenen dos fills, Aina (2010) i Lluc (2012).

## Trajectòria

### Televisió
- Lluvia de estrellas (1995 - 2007) - Antena 3
- Operación Triunfo (2001 - 2004) - La 1
- Eurojunior (2003 - 2006) - La 1
- Operación Triunfo (2005 - 2011) - Telecinco
- ¡Mira quién baila! (2005 - 2014) - La 1
- Allá tú (2008) - Telecinco
- Operación Tony Manero (2008) - Telecinco
- Tú sí que vales (2008 - 2009) - Telecinco
- Cántame una canción (2010) - Telecinco
- El número uno (2012 - 2013) - Antena 3
- Mi casa es la tuya (2016) - Telecinco
- OT: El reencuentro (2016) - La 1
- Tu cara no me suena todavía: Los castings (2017) - Antena 3
- Operación Triunfo (2017 - present) - La 1
- La mejor canción jamás cantada (2019) - La 1
- Top Gamers Academy (2020) - Neox